# FIM世界耐久選手権
FIM世界耐久ロードレース選手権シリーズ(EWC)(FIM Endurance World   Championship)は、モーターサイクル(オートバイ)によるモータースポーツ。FIM(国際モーターサイクリズム連盟)が主催するロードレースにおける耐久レースの世界選手権大会である。運営はディスカバリースポーツイベンツ。

## 概要
1960年初開催。1922年から続く伝統のボルドール24時間耐久ロードレースを擁していることで知られる。1980年からは日本の鈴鹿8時間耐久ロードレース(鈴鹿8耐)がシリーズに組み込まれ、2016 - 2017年シーズンよりシリーズの最終戦に位置づけられている。その他主なレースとしてはル・マン24時間耐久ロードレース、スパ24時間耐久ロードレース、オッシャースレーベン8時間耐久ロードレースが挙げられる。
1989～1990年の2シーズンのみ開催数が規定に足りなかったため、"ワールドカップ"に格下げされての開催となった。
2019 - 2020年シーズンからマレーシアのセパン・インターナショナル・サーキットでの8時間耐久が新たにカレンダーに加わる。レースフォーマットは鈴鹿8耐を踏襲し、TOP10トライアルも行う予定。また、鈴鹿の予選と位置付けられ優先出場権が与えられる。また、1973年から2003年までリェージュ24時間耐久ロードレースが行われていたベルギーのスパ・フランコルシャンも2021 - 2022年シーズンからシリーズに加わる。時期は2022年6月上旬、レースフォーマットは金曜日の日没後(午後10時)から土曜日までの24時間の予定。
2024年シーズンからスパ・フランコルシャンが24時間耐久レースから8時間耐久レースに変更される。
車両規定は市販車をベースに、カムシャフトの変更やリアスイングアームの交換等、SBK並みに改造が許される「Formula EWC(EWCクラス)」と、逆にほぼ市販車による「Super Stock(SSTクラス)」の2クラス混走となる。このうちSSTクラスに関しては4戦中3戦の有効ポイント制が取られている。理由としては小規模チームが多く、鈴鹿8耐への参戦が資金的に難しいため、鈴鹿を飛ばしても不利にならないようにという配慮である。
車両の見分け方だがEWCクラスはヘッドライトが白、ゼッケンは黒ベースでゼッケンナンバーが白であり、スーパーストッククラスはヘッドライトが黄色、ゼッケンは赤ベースでゼッケンナンバーが白となっている。なおこのヘッドライトによるクラスの分け方は日本の四輪車レースであるスーパーGTのGT500クラス/GT300クラスと同じである。

### 新型コロナウイルス感染症の影響
- 2019 - 2020年シーズンは新型コロナウイルスの影響によりフランスで1,000人以上の集会・イベントが禁止されたため、4月に開催予定だったル・マン24時間耐久ロードレースは延期され9月にシーズン最終戦として組み込まれる事となった[3]。（その後、4輪のル・マン24時間レースも当初の6月から9月に変更となったため8月末に変更[4]）さらに6月のオッシャースレーベン8時間耐久が中止となり、2020 - 2021年シーズン初戦のボルドール24時間耐久を2019 - 2020年シーズンに組み込んだ新たな暫定スケジュールを発表した[5]。

その後、4月27日に鈴鹿8耐が7月から11月へ日程変更されることが発表された。そのため2019 - 2020年シーズン最終戦が再び鈴鹿となった最新スケジュール発表した。しかし8月12日に「国内外における新型コロナウイルスの拡大状況と渡航規制の解除が見通せない」として鈴鹿8耐の中止、8月18日には「無観客では開催できない」として2020年ボルドール24時間耐久の中止を発表。代替レースとして、ポルトガルのエストリル12時間レースをEWC今季最終戦として9月27日に開催すると発表した。
- 2021年はシーズン制を取り止め、年間シリーズとして行われる。4月のル・マン24時間耐久で開幕、7月の鈴鹿8時間耐久を経て昨シーズン同様、ポルトガル・エストリル12時間耐久が最終戦としていた。FIMは4月2日、フランスで4月17～18日に開催予定だった「第1戦ル・マン24時間耐久ロードレース」を現地の病院や医療現場が新型コロナウイルスの影響で圧迫されている状況から、レースを安全に開催することができないと延期を発表した[10]。同じく開催時期未定になっていた「オッシャースレーベン8時間耐久ロードレース」は開催しないと4月30日、FIMが発表した[11]。

3月17日、ホンダモビリティランドは国内外の感染状況や渡航規制の見通しなどを受け「鈴鹿8時間耐久ロードレース」の延期を発表。7月15日～18日に開催予定だった鈴鹿8耐が11月5日～7日に最終戦として開催するとしていたが、8月19日に中止が発表された。代替レースとして、チェコの「モスト8時間耐久ロードレース」(WTCR併催)をEWC2021シーズン最終戦として10月9日に開催すると発表した(その後6時間耐久に変更）。

## ポイント方式
| 順位                     | 1  | 2  | 3  | 4  | 5  | 6  | 7  | 8  | 9  | 10 | 11 | 12 | 13 | 14 | 15 | 16 | 17 | 18 | 19 | 20 |
| 12時間を超えて24時間まで | 40 | 33 | 28 | 24 | 21 | 19 | 17 | 15 | 13 | 11 | 10 | 9  | 8  | 7  | 6  | 5  | 4  | 3  | 2  | 1  |
| 8時間を超えて12時間以下  | 35 | 29 | 25 | 21 | 18 | 16 | 14 | 13 | 12 | 11 | 10 | 9  | 8  | 7  | 6  | 5  | 4  | 3  | 2  | 1  |
| 8時間耐久                | 30 | 24 | 21 | 19 | 17 | 15 | 14 | 13 | 12 | 11 | 10 | 9  | 8  | 7  | 6  | 5  | 4  | 3  | 2  | 1  |

- シーズン最終戦はポイントが1.5倍に設定される
- 12時間以上のレースでは8時間、16時間経過時の順位で以下のボーナスポイントが設定されている

| 順位     | 1  | 2 | 3 | 4 | 5 | 6 | 7 | 8 | 9 | 10 |
| ポイント | 10 | 9 | 8 | 7 | 6 | 5 | 4 | 3 | 2 | 1  |

- 2018 - 2019年シーズンからはスターティンググリッドの上位5チームにポイントが与えられる

| 順位     | 1 | 2 | 3 | 4 | 5 |
| ポイント | 5 | 4 | 3 | 2 | 1 |

## 歴代総合優勝チーム
| 年度      | チーム                         | メーカー | 車種           | 使用タイヤメーカー |
| --------- | ------------------------------ | -------- | -------------- | ------------------ |
| 2001      | Wim Motors Racing              | ホンダ   | VTR-1000 SPW   |                    |
| 2002      | Zongshen 2                     | スズキ   | GSX-R1000      |                    |
| 2003      | Suzuki GB - Phase One          | スズキ   | GSX-R1000      |                    |
| 2004      | Yamaha GMT 94                  | ヤマハ   | YZF-R1         |                    |
| 2005      | Suzuki Castrol Team            | スズキ   | GSX-R1000      |                    |
| 2006      | Suzuki Castrol Team            | スズキ   | GSX-R1000      |                    |
| 2007      | Suzuki Endurance Racing Team 1 | スズキ   | GSX-R1000      |                    |
| 2008      | Suzuki Endurance Racing Team 1 | スズキ   | GSX-R1000      |                    |
| 2009      | Yamaha Austria Racing Team     | ヤマハ   | YZF-R1         |                    |
| 2010      | Suzuki Endurance Racing Team 1 | スズキ   | GSX-R1000      |                    |
| 2011      | Suzuki Endurance Racing Team   | スズキ   | GSX-R1000      |                    |
| 2012      | Suzuki Endurance Racing Team   | スズキ   | GSX-R1000      |                    |
| 2013      | Suzuki Endurance Racing Team   | スズキ   | GSX-R1000      |                    |
| 2014      | Yamaha Racing GMT 94 Michelin  | ヤマハ   | YZF-R1         | ミシュラン         |
| 2015      | Suzuki Endurance Racing Team   | スズキ   | GSX-R1000      |                    |
| 2016      | Suzuki Endurance Racing Team   | スズキ   | GSX-R1000      |                    |
| 2016-2017 | GMT94 Yamaha                   | ヤマハ   | YZF-R1         | ブリヂストン       |
| 2017-2018 | F.C.C. TSR Honda France        | ホンダ   | CBR1000RR      | ブリヂストン       |
| 2018-2019 | TEAM SRC KAWASAKI FRANCE       | カワサキ | ZX-10RR        | ブリヂストン       |
| 2019-2020 | Suzuki Endurance Racing Team   | スズキ   | GSX-R1000      | ダンロップ         |
| 2021      | Yoshimura SERT Motul           | スズキ   | GSX-R1000      | ブリヂストン       |
| 2022      | F.C.C. TSR Honda France        | ホンダ   | CBR1000RR-R SP | ブリヂストン       |
| 2023      | YART YAMAHA                    | ヤマハ   | YZF-R1         | ブリヂストン       |
| 2024      | Yoshimura SERT Motul           | スズキ   | GSX-R1000      | ブリヂストン       |
| 2025      |                                |          |                |                    |